# Cotysoides guangxiensis
Cotysoides guangxiensis är en insektsart som beskrevs av Zheng, Z. och G. Jiang 2000. Cotysoides guangxiensis ingår i släktet Cotysoides och familjen torngräshoppor. Inga underarter finns listade i Catalogue of Life.